# Alexander (Arkansas)
Pour les articles homonymes, voir Alexander.
Alexander est une municipalité américaine principalement située dans le comté de Saline en Arkansas.
La localité est fondée en 1878 à une vingtaine de kilomètres de Little Rock. Parmi ses premiers habitants se trouvent de nombreux Germano-Américains en provenance de l'Ohio. Alexander devient une municipalité durant la décennie suivante, le 15 décembre 1887.
Selon le recensement de 2010, Alexander compte 2 901 habitants. La municipalité s'étend alors sur une superficie de 2,21 mille carré (5,72 km2), dont une partie se trouve dans le comté de Pulaski voisin : 236 habitants sur 0,14 mille carré (0,36 km2).

## Démographie
| 2000 | 2010  | - | - | - | - |
| ---- | ----- | - | - | - | - |
| 614  | 2 901 | - | - | - | - |